# Carly Usdin
Pour les articles homonymes, voir Carly et Usdin.
Carly Usdin est une réalisatrice, productrice et monteuse américaine.

## Biographie
Carly Usdin est cofondatrice des studios Scheme Machine, basés à Los Angeles et à New York.

## Filmographie

### Comme réalisatrice
- 2008 : NewNowNext PopLab (série télévisée)
- 2008 : NewNowNext Music (série télévisée) (2 épisodes)
- 2010 : NewNowNext Awards Pre-Show (show télévisé)
- 2014 : YouTube Nation (série télévisée)
- 2014 : Tawk (série télévisée)
- 2015 : Climate Change Denial Disorder (court métrage)
- 2016 : Tawk (court métrage)
- 2016 : CollegeHumor Originals (série télévisée) (1 épisode)
- 2016 : Rebrand (mini-série)
- 2016 : Rachel Dratch's Late Night Snack (série télévisée) (2 épisodes)
- 2017 : Suicide Kale
- 2017 : Threads (série télévisée) (6 épisodes)

### Comme productrice
- 2007 : Alien Boot Camp (série télévisée)
- 2008 : NewNowNext PopLab (série télévisée)
- 2008 : NewNowNext Music (série télévisée) (2 épisodes)
- 2010 : NewNowNext Awards Pre-Show (show télévisé)
- 2014 : YouTube Nation (série télévisée)
- 2017 : Suicide Kale
- 2017 : Threads (série télévisée) (10 épisodes)

### Comme monteuse
- 2008 : NewNowNext Music (série télévisée) (2 épisodes)
- 2009 : NewNowNext PopLab (série télévisée) (3 épisodes)
- 2010 : NewNowNext Awards Pre-Show (show télévisé)
- 2013 : Transformations (série télévisée) (2 épisodes)
- 2013 : I Am Britney Jean: Britney Spears in Las Vegas (téléfilm documentaire)
- 2017 : Suicide Kale